# Arden International
Arden International är ett racingstall som tävlar i GP2 och tidigare i Formel 3000. Stallet grundades av Christian Horner som också körde för stallet de två första åren. Horner är numera stallchef i formel 1-stallet Red Bull. 
Arden vann formel 3000 de två sista gångerna som mästerskapet kördes, först med Björn Wirdheim och sen med Vitantonio Liuzzi. Säsongen 2005 gick man över till det nya mästerskapet GP2.